# إقليم ناري كبير

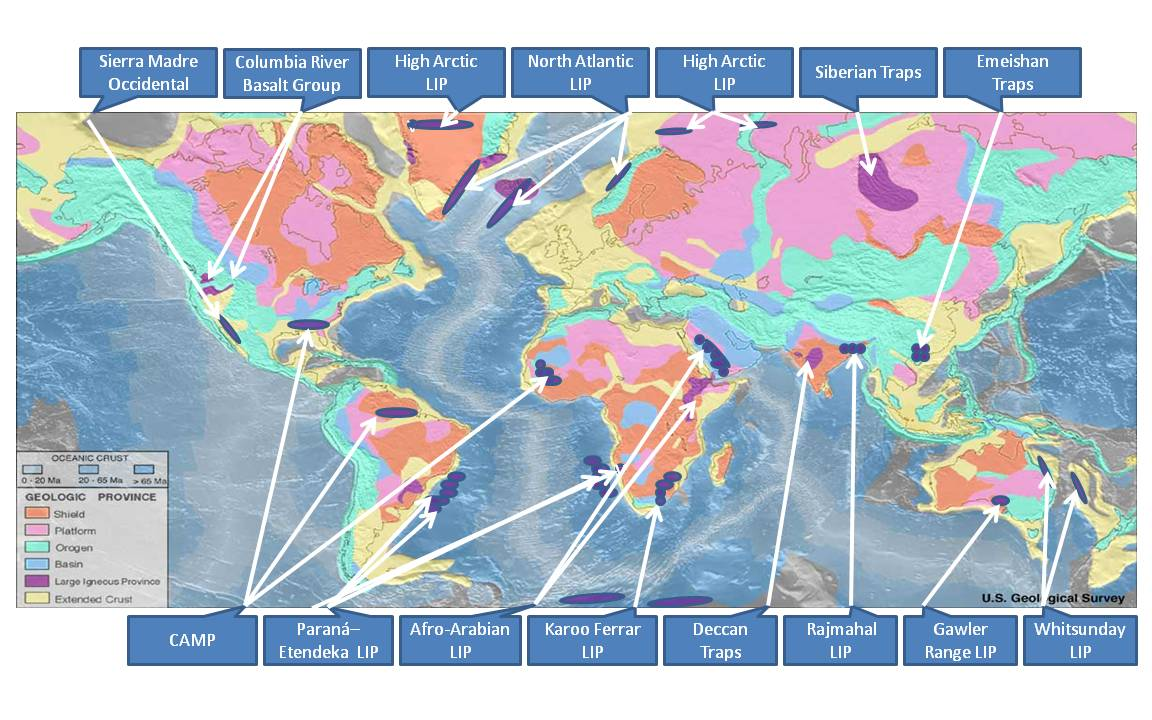
الأقاليم النارية الكبرى يشار إليها باللون الأرجواني الداكن

الإقليم الناري الكبير هو تراكم كبير جدًا من الصخور البركانية بما في ذلك الصخور السائلة (الاسترساب) أو تشكيلات الصخور البركانية (الصخر النابط)، عندما تُقذف الصهارة الساخنة من داخل الأرض وتتدفق خارجها، مصدر العديد من هذه الأقاليم النارية يعود إلى أعمدة الدثار أو إلى العمليات المرتبطة بالصفائح التكتونية، أنواع الأقاليم يمكن أن تتضمن أقاليم بركانية كبرى، تتكون من خلال بازلت الفيضانات والأقاليم الجوفية الكبيرة، وقعت أحد عشر حلقة بارزة من بازلت الفيضانات في الـ 250 مليون سنة الماضية خالقة أقاليم بركانية والتي تتزامن مع انقراضات جماعية في عصور ما قبل التاريخ، التشكيل يعتمد على مجموعة من العوامل مثل التكوين القاري والعرض والحجم والمعدل ومدة الثوران.، والأسلوب، والإعداد (القاري مقابل المحيطات)، وحالة المناخ الموجودة من قبل ومقاومة الكائنات الحية للتغيير.

## التعريف
في عام 1992 استخدم الباحثون أولا مصطلح «اقليم نارى كبير» لوصف تراكمات كبيرة جدا - مناطق أكبر من 100,000 كيلومتر مربع (تقريبا منطقة أيسلندا) - من الصخور المافية النارية التي اندلعت أو وضعت على عمق في فترة زمنية جيولوجية قصيرة للغاية: بضعة ملايين سنة أو أقل. وأرضيات البحر البازلتيه وغيرها من المنتجات الجيولوجية من «طبيعية» صفائح تكتونية لم تدرج في التعريف.

### الانواع
وقد تم توسيع نطاق تعريف ال الأقاليم النارية الكبيرة وتنقيحه، ولا يزال عملا جاريا وغالبا ما يستخدم ال ليب أيضا لوصف المناطق الضخمة وليس فقط الصخورالمافية ولكن جميع أنواع الصخور النارية وقد تم اقتراح التصنيف الفرعي للشفاه في الاقاليم البركانية الكبيرة (LVP) والمقاطعات الكبيرة الغاطسة (LPP) بما في ذلك الصخور التي تنتجها العمليات الصفائح التكتونية العادية.
بعض الشفاه هي الآن سليمة مثل البازلتية ديكان الفخاخ في الهند في حين تم تقطيع الآخرين عن طريق الحركة الصفائح التكتونية مثل اقليم الماجما البازلتية وسط المحيط الأطلسي والتي توجد في البرازيل وشرق أمريكا الشمالية، غرب أفريقيا.

## دوافع الدراسة للأقاليم النارية الكبيرة

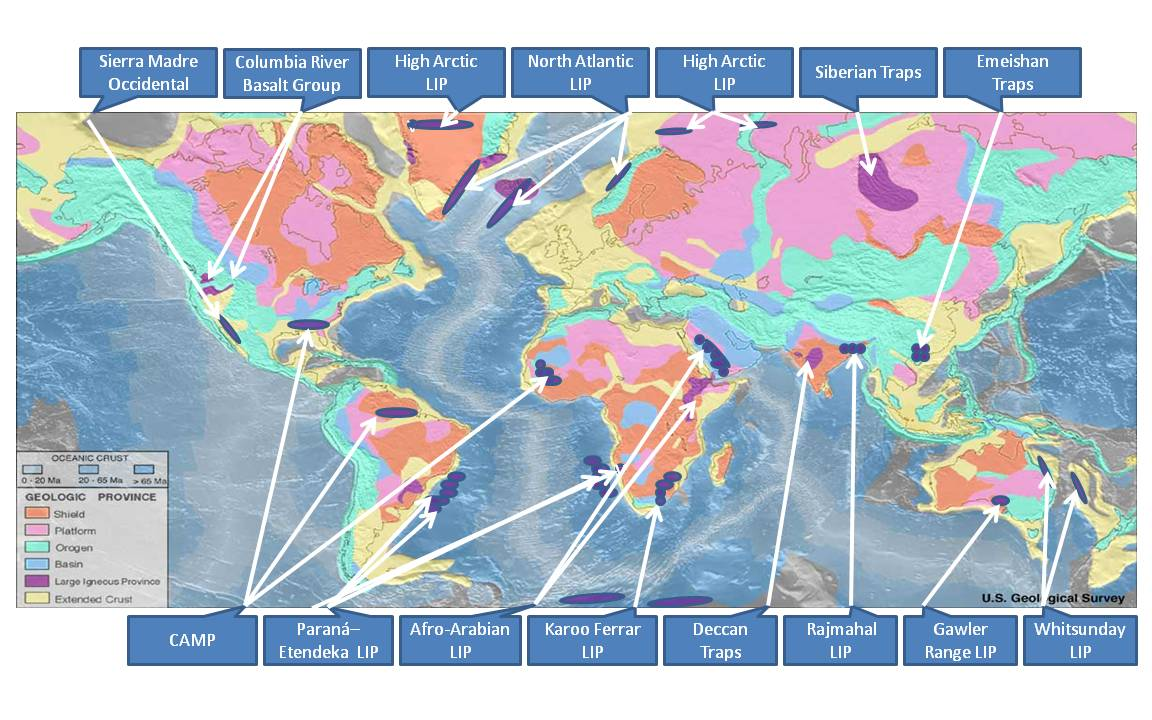
خريطة تبين المقاطعات القارية الكبيرة المعروفة.

يتم إنشاء الاقاليم النارية كبيرة خلال الأحداث البعيدة قصيرة الأمد مما أدى إلى تراكمات سريعة نسبيا وكبيرة الحجم من الصخور البركانية والتدخلية النارية وهذه الأحداث تستدعي الدراسة لأنها:
- دراسة الأقاليم النارية الكبيرة s لها آثار اقتصادية بعض العمال يربطونهم بالهيدروكربونات المحتجزة [بحاجة لمصدر] ويرتبطون بتركيزات اقتصادية من النحاس والنيكل والحديد.[7] وهي ترتبط أيضا بتشكيل الاقاليم المعدنية الرئيسية بما في ذلك رواسب مجموعة البلاتين والفضة وورواسب الذهب [6] تيتانيوم والرواسب الفاناديوم وجدت أيضا بالتعاون مع الشفاه [8]
- قد تشكل أحداث لى الأقاليم النارية الكبيرة المستقبلية خطرا على الحضارة الإنسانية وقد سجلت الليب في السجل الجيولوجي تغيرات كبيرة في الغلاف المائي والغلاف الجوي، مما أدى إلى تحولات مناخية كبيرة وربما انقراض جماعي للأنواع.[6]
- وتشرح نظرية التكتونية السطحية الطوبوغرافيا باستخدام التفاعلات بين الصفائح التكتونية كما يتأثر بالضغوط اللزجة دهان عن التدفق داخل الوشاح الأساسي منذ غطاء لزج للغاية ومعدل تدفق الغطاء تختلف في البقول التي تنعكس في الغلاف الصخري من قبل السعة الصغيرة طويلة التموجات الطول الموجي وفهم كيفية التفاعل بين تدفق الغطاء والارتفاع الغلاف الصخري يؤثر على تشكيل الشفاه مهم للحصول على رؤى حول المانتل دينامك.[9]
- وقد لعبت الأقاليم النارية الكبيرة s دورا رئيسيا في التفكك القاري وتشكيل القاري والإضافات القشرية الجديدة من الوشاح العلوي ودورات السوبر القارة.[9]

## تكوين الاقاليم النارية الكبيرة

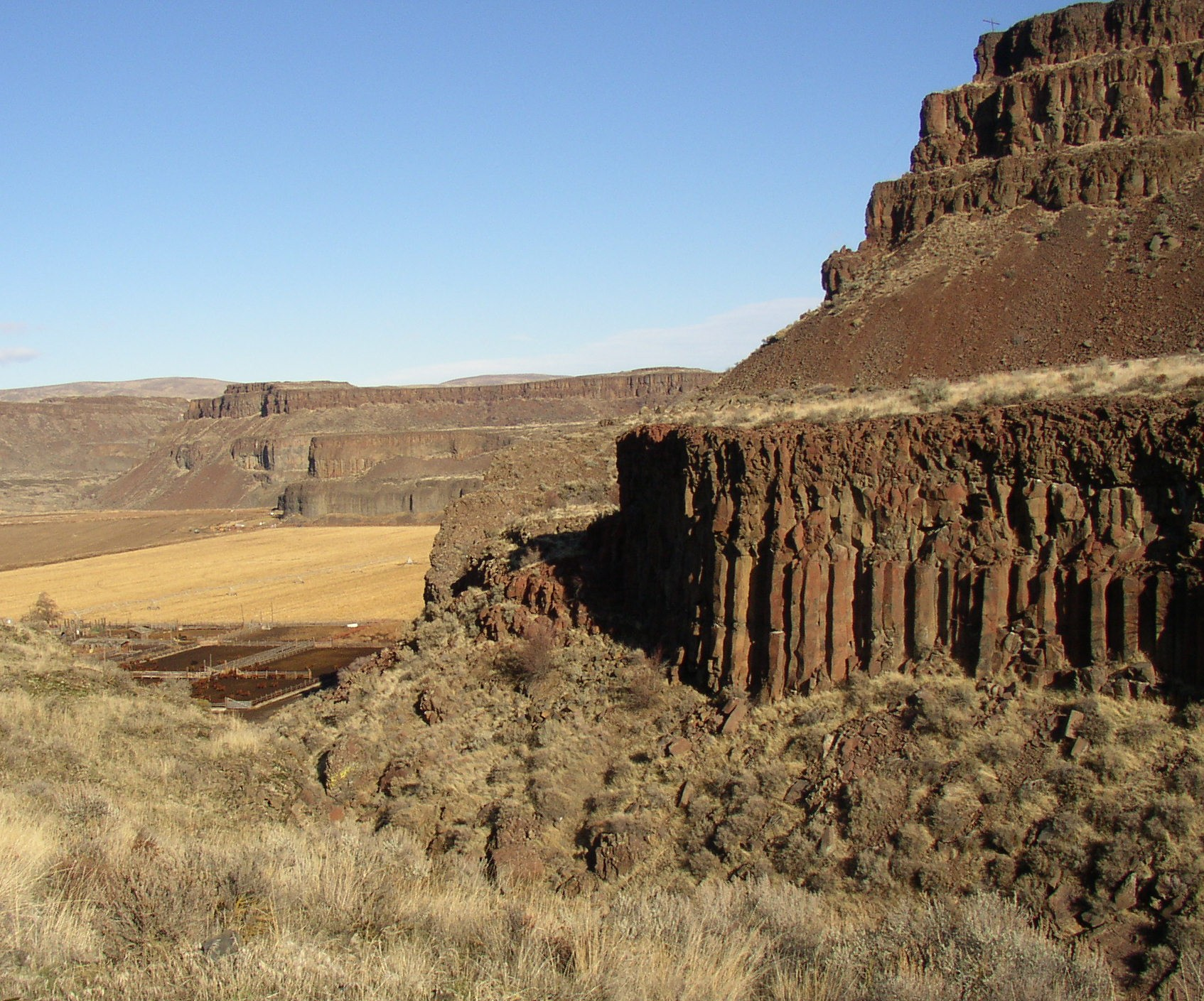
درجة الشيطان الثلاثة في موسى كولي واشنطن هي جزء من مجموعة نهر كولومبيا البازلت الأقاليم النارية الكبيرة.

الأرض لديها قذيفة خارجية مصنوعة من عدد من منفصلة وتتحرك لوحات تكتونية تطفو على عباءة الحمل الصلبة فوق جوهر السائل ويتحرك تدفق الوشاح بسبب انحدار الصفائح التكتونية الباردة أثناء الانحناء والاصطدام التكميلي لأعمدة المواد الساخنة من المستويات الدنيا سطح الأرض يعكس التمديد والسمك والانحناء من لوحات التكتونية لأنها تتفاعل.
ويعد إنشاء صفائح المحيطات في المناطق الصاعدة والانتشار والتدعيم أساسيات مقبولة جيدا لطلاء التكتونيات مع ارتفاع درجة حرارة مواد الوشاح الساخن وغرق صفائح المحيطات الباردة التي تقود الحمل الحراري في هذا النموذج وتتغلغل الصفائح التكتونية عند ارتفاعات منتصف المحيط حيث تتدفق صخور الوشاح الحار صعودا لملء الفراغ. عمليات الصفائح التكتونية تمثل الغالبية العظمى من البراكين الأرض.
ما وراء آثار الحركة مدفوعة الحمل والعمليات العميقة لها تأثيرات أخرى على تضاريس السطح ودوران الحمل الحراري يحرك صعودا وهبوطا في عباءة الأرض التي تنعكس في مستويات السطح المحلية ومواد الوشاح الساخن التي ترتفع في عمود يمكن أن تنتشر شعاعيا تحت لوحة التكتونية تسبب مناطق رفع هذه الأعمدة الصاعدة تلعب دورا هاما في تشكيل الأقاليم النارية الكبيرة s.

### خصائص التكوين
عند إنشاء وغالبا ما يكون الأقاليم النارية الكبيرة s على مساحة من بضعة ملايين كيلومتر مربع والأحجام على الترتيب من مليون كيلومتر مكعب في معظم الحالات يتم وضع معظم حجم ليب في البازلت في أقل من مليون سنة واحدة من مخلفات من هذه الأصول الشفاه هو أن نفهم كيف يتم تشكيل كميات هائلة من الصهارة البازلتية واندلعت على هذه المقاييس زمنية قصيرة مع معدلات انصباب تصل إلى أمر من حجم أكبر من البازلت ريدج منتصف المحيط.

### تكوين النظريات
وينسب مصدر العديد من أو جميع الأقاليم النارية الكبيرة s مختلف إلى أعمدة الوشاح إلى العمليات المرتبطة التكتونيات لوحة أو آثار النيزك.

#### تشكيل الأقاليم النارية الكبيرة s
وعلى الرغم من أن معظم النشاط البركاني على الأرض مرتبط بمناطق الانصهار أو ارتفاعات منتصف المحيطات فإن هناك مناطق هامة من البراكين طويلة العمر تعرف باسم البقع الساخنة، التي لا ترتبط إلا بشكل غير مباشر بالكتلات الصفائحية. سلسلة جبل الإمبراطور البحر، وتقع على لوحة المحيط الهادئ، هو مثال واحد، تتبع ملايين السنين من الحركة النسبية كما يتحرك لوحة فوق بقعة ساخنة هاواي وقد تم تحديد العديد من النقاط الساخنة من مختلف الحجم والعمر في جميع أنحاء العالم. هذه البقع الساخنة تتحرك ببطء فيما يتعلق بعضها البعض، ولكن نقل أمر من حجم أكبر بسرعة فيما يتعلق بالصفائح التكتونية وتوفير أدلة على أنها لا ترتبط مباشرة لوحات التكتونية.
لا يزال أصل النقاط الساخنة مثير للجدل النقاط الساخنة التي تصل إلى سطح الأرض قد يكون لها ثلاثة أصول متميزة وأعمق ربما ينبع من الحدود بين الوشاح السفلي والنواة ما يقرب من 15-20٪ لها خصائص مثل وجود سلسلة خطية من يتصاعد البحر مع زيادة الأعمار والشفاه في نقطة من أصل المسار وانخفاض سرعة موجة القص تشير إلى درجات حرارة عالية أقل من الموقع الحالي للمسار ونسب He3 إلى He4 التي يتم الحكم عليها بما يتفق مع أصل عميق ويبدو أن البعض الآخر مثل النقاط الساخنة في بيتكيرن وساموا وتاهيتي ينبع من قباب الحمم الساخنة الكبيرة والعابرة (التي يطلق عليها سوبيرزويلز) في الوشاح. ويبدو أن الباقي ينشأ في الوشاح العلوي وقد اقترح أن ينتج عن تفكك الغلاف الصخري.
وقد أدى التصوير الأخير للمنطقة تحت المناطق الساخنة المعروفة (مثل يلوستون وهاواي) باستخدام التصوير المقطعي الموجي الزلزالي إلى وجود أدلة متزايدة تدعم أعمدة ضيقة نسبيا وعميقة المنشأ وأبخرة الحمل التي تقتصر في المنطقة مقارنة بالتداول التكتوني للوحة على نطاق واسع التي يتم تضمينها وتكشف الصور عن مسارات عمودية متواصلة ولكنها عابرة مع كميات متفاوتة من مواد درجة الحرارة المرتفعة ولا سيما في الارتفاعات التي يتوقع حدوث تحولات بلورية فيها.

#### تشكيل الضغط ذات الصلة بصفائح من ليبس
وهناك بديل رئيسي لنموذج العمود هو النموذج الذي تتسبب فيه التمزقات بسبب الضغوط المتصلة باللوحة التي تكسر الغلاف الصخري مما يسمح للذوبان بالوصول إلى السطح من مصادر غير متجانسة ضحلة ومن المفترض أن تكون الأحجام العالية للمواد المنصهرة التي تشكل ليبس ناجمة عن الحمل الحراري في الوشاح العلوي وهو ثانوي لحركة التكتونيك التي تقود الحمل الحراري.

#### تشكلت في وقت مبكر تدفق المكمن
وقد تم اقتراح أن الأدلة الجيوكيميائية تدعم خزان مبكر تشكلت على قيد الحياة في عباءة الأرض لنحو 4.5 مليار سنة ومن المفترض أن المواد المنصهرة قد نشأت من هذا الخزان ومساهمة بازلت الفيضانات جزيرة بافن ~ قبل 60 مليون سنة وتظهر البازلت من هضبة أونتونغ جافا توقيعات مماثلة للنظائر وتتبع العناصر المقترحة لخزان الأرض في وقت مبكر.

#### تشكيل الناجم عن النيزك
وقد لوحظت سبعة أزواج من النقاط الساخنة والشفاه تقع على جانبي نقيض من الأرض وتشير التحليلات إلى أن هذا الموقع أنتيبودال متزامن من المستبعد جدا أن تكون عشوائية وتشمل أزواج النقاط الساخنة مقاطعة كبيرة مشتعلة مع بركانية قارية مقابل نقطة ساخنة محيطية ومن المتوقع أن تكون للآثار المحيطية للنيازك الكبيرة كفاءة عالية في تحويل الطاقة إلى موجات زلزالية وهذه الموجات سوف تنتشر في جميع أنحاء العالم، وإعادة الالتقاء بالقرب من الموقف المضاد للظهر ومن المتوقع حدوث اختلافات صغيرة حيث تختلف السرعة الزلزالية تبعا لخصائص المسار التي تنتشر الموجات على طولها. كما تركز الأمواج على الموقف المضاد للظهر، وضعوا القشرة في نقطة التركيز تحت ضغط كبير ويقترح لتمزق ذلك وخلق أزواج أنتيبودال عندما يؤثر النيزك على قارة فإن انخفاض كفاءة تحويل الطاقة الحركية إلى طاقة زلزالية ليس من المتوقع أن يخلق نقطة ساخنة مضادة للذبحة.
تم اقتراح نموذج ثان يتعلق بالنقاط الساخنة وتشكيل الشفاه حيث تم توليد البراكين الساخنة الصغيرة في مواقع تأثير الجسم الكبير والبركان البازلتي الفيضانات تم تشغيلها من قبل الطاقة الزلزالية المركزة وقد تم الطعن في هذا النموذج لأن الآثار تعتبر عموما الزلزالية غير فعالة جدا ومصاطب الدكن من الهند لم تكن مضاده وبدأت تفجر العديد من قبل وتأثير نهاية العصر الطباشيري تشيككسولوب في المكسيك وبالإضافة إلى ذلك لم يتم تأكيد أي مثال واضح على البركان الناجم عن تأثير لا علاقة لها صفائح الذوبان في أي حفرة الأرضية المعروفة.

## التصنيفات
في عام 1992 عرف كوفين وإلدهولم في البداية مصطلح "الإقليم النارى الكبير" بكونها تمثل مجموعة متنوعة من اقليم الصخور المافية ذات النطاق المائي> 1 × 105 كم 2 التي تمثل "مواضع قشرية ضخمة من الغالبية العظمى من المافيا (المغنيسيوم والحديد الغنية) والتي نشأت من خلال عمليات أخرى غير الانتشار الطبيعي "لقاع البحر" تضمن هذا التعريف الأصلي البازلت القاري الفيضانات والهضاب المحيطية وأسراب السد الكبير (الجذور المتآكل لمقاطعة بركانية))، والهوامش المتصدعة البركانية. معظم هذه الليف تتكون من البازلت ولكن بعضها يحتوي على كميات كبيرة من الريوليت المرتبطة بها (على سبيل المثال، مجموعة نهر كولومبيا البازلت في غرب الولايات المتحدة). وعادة ما يكون الريوليت جافة جدا بالمقارنة مع ريوليتس قوس الجزيرة، مع ارتفاع درجة حرارة ثوران أعلى (850 درجة مئوية إلى 1000 درجة مئوية) من ريوليتس العادية.
ومنذ عام 1992 تم توسيع نطاق تعريف «ليب» وتنقيحه وما زال عملا جاريا وبعض التعاريف الجديدة لمصطلح «ليب» تشمل المقاطعات الجرانيتية الكبيرة مثل تلك الموجودة في جبال الأنديز في أمريكا الجنوبية وغرب أمريكا الشمالية وقد وضعت تصنيفات شاملة لتركيز المناقشات التقنية.
في عام 2008 صقل بريان وإرنست التعريف لتضييقه إلى حد ما: «الاقاليم الضخمة الكبيرة هي اقاليم حجرية ذات مداخن مربعة> 105 × 1 كم 2، أحجام عديمة النفاذية> 1 × 105 كيلومتر مكعب وأقصى عمر من ~ 50 مير التي تحتوي على إعدادات تكتونية داخلية (1 ~ 5 مير) والتي تم خلالها زرع نسبة كبيرة (أكثر من 75٪) من الحجم الكلي للاشتعال وهي مافية مهيمنة، ولكن يمكن أيضا أن تكون لديها مكونات أولترامافيك وسيليسيك كبيرة وبعضها تهيمن على ماغماتيسم السيليسي». ويؤكد هذا التعريف على خصائص معدل انتشار الصهارة العالية لحدث الشفاه ويستبعد الجبال البحرية ومجموعات الجبال البحرية والتلال البحرية والقشرة الشاذة لقاع البحر.
وغالبا ما يستخدم «ليب» أيضا لوصف المناطق الضخمة، ولكن جميع أنواع الصخور النارية وقد تم اقتراح التصنيف الفرعي للشفاه في المحافظات البركانية الكبيرة (لفب) والمقاطعات البلوتونية الكبيرة (لب) بما في ذلك الصخور التي تنتجها العمليات «التكتونية» الصفيحة «العادية». وعلاوة على ذلك، تم تخفيض العتبة التي سيتم تضمينها ك ليب إلى> 5x104 كم 2. إن تصنيف العمل الذي يركز بشكل كبير على الكيمياء الجيولوجية والذي سيستخدم في هيكلة الأمثلة أدناه، هو:
- اقاليم النارى الكبيرة (الأقاليم النارية الكبيرة)
  - اقاليم البركانى الكبيرة (LVP)
    - اقاليم الريوليتيك الكبيرة (LRPs)
    - اقاليم الانديسيتك الكبيرة (LAPs)
    - اقاليم البازلتيه الكبيرة (LBPs): المحيطية، أو القارية البازلت الفيضانات
    - اقاليم البازلت-ريوليتيك الكبيرة (LBRPs)

  - اقاليم البلوتنيك الكبيرة (LPP)
    - اقاليم الجرانتك الكبيرة (LGP)
    - اقاليم البوتنك المافية الكبيرة

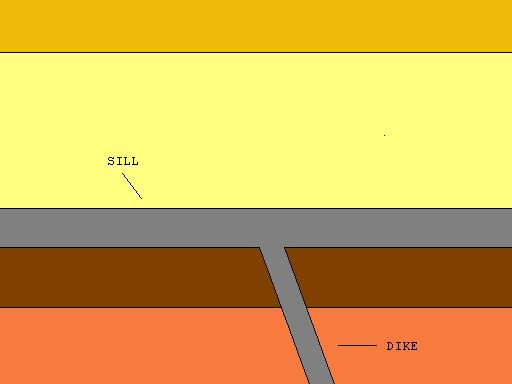
الشكل يوضح الفرق بين الديك والسل

أسراب السد واسعة النطاق على الاقاليم والتدخلات واسعة الطبقات أولترامافيك هي مؤشرات ل ليبس قد تكون الطبقات البازلتية العليا من ليبس القديمة قد أزيلت عن طريق تآكل أو مشوهة من قبل الاصطدامات التكتونية لوحة التي تحدث بعد تشكيل طبقة ومن المرجح على وجه الخصوص لفترات سابقة مثل باليوزويك وبروتيرزويك.
أسراب ديك العملاقة ذات أطوال> 300 كم  هي سجل شائع للشفرات شديدة التآكل كلا تكوينات سرب شعاعي وخطي السرب موجودة. أسراب شعاعية مع مدى أرال> 2000 كم والأسراب الخطية تمتد> أكثر من 1000 كم معروفة. وغالبا ما تكون أسراب السكة الخطية ذات نسبة عالية من السدود بالنسبة إلى الصخور القطرية وخاصة عندما يكون عرض الحقل الخطي أقل من 100 كم والسدود لها عرض نموذجي من 20-100 متر على الرغم من أن السدود فائقة العرض مع عرض أكبر من 1000 متر تم الإبلاغ عنها.
وعادة ما تكون السدود شبه عمودية عندما تواجه الصهاريج المتدفقة الصاعدة (تشكيل الصباغة) حدودا أفقية أو نقاط ضعف، مثل الطبقات بين الرواسب الرسوبية، يمكن أن تتدفق الصهارة أفقيا تخلق جيب بركاني بعض الاقاليم التي تحتوى على جيب لديها امتدادات شاسعة> 1000 كم.

## العلاقة بين الأقاليم النارية الكبيرة

### الارتباط مع النقاط الساخنة
وكثيرا ما يرافق النشاط البركاني المبكر للنقاط الساخنة الرئيسية التي يفترض أنها ناتجة عن أعمدة الوشاح العميقة من البازلت الفيضانات وقد أدت هذه الانفجارات البازلتية الفيضانات إلى تراكمات كبيرة من لافاس البازلتية المخلوطة بمعدل يتجاوز بكثير أن ينظر في العمليات البركانية المعاصرة. وعادة ما يتبع الانحدار القاري البركاني البازلتي الفيضانات ويمكن أيضا أن تحدث مقاطعات البازلت الفيضانات نتيجة للنشاط الأولي في الأماكن الساخنة في أحواض المحيطات وكذلك في القارات. فمن الممكن لتتبع بقعة ساخنة العودة إلى البازلت الفيضانات من مقاطعة كبيرة والجدول أدناه يربط المقاطعات النارية الكبيرة مع مسار بقعة ساخنة محددة.

### العلاقة مع أحداث الانقراض
ويبدو أن حالات الانفجارات أو موانع الشفاه قد حدثت في بعض الحالات في وقت واحد مع أحداث أنوكسية محيطية وأحداث انقراض ومن أهم الأمثلة على ذلك مصاطب الدكن (انقراض العصر الطباشيري-الباليوجين)، وكارو-فيرار (انقراض بلينباشيان-تورسيان)، ومقاطعة ماغماتيك الوسطى الأطلسي (حدث الانقراض الجوراسي)، ومصاطب سيبيريا (حدث الانقراض البرمين-الترياسي).
يقترح عدة آليات لشرح الارتباط من ليبس مع أحداث الانقراض ثوران البازلتية على سطح الأرض يطلق كميات كبيرة من غاز الكبريتات، الذي يشكل حامض الكبريتيك في الغلاف الجوي وهذا يمتص الحرارة ويسبب تبريد كبير (على سبيل المثال، اندلاع لاكي في أيسلندا، 1783). المحيطات يمكن أن تقلل الشفاه من الأكسجين في مياه البحر إما عن طريق تفاعلات الأكسدة المباشرة مع المعادن في السوائل الحرارية المائية أو عن طريق التسبب في ازدهار الطحالب التي تستهلك كميات كبيرة من الأوكسجين.

### خامات الرواسب
ترتبط الاقاليم النارية الكبيرة مع حفنة من أنواع رواسب الخام بما في ذلك:
- مجموعة البلاتين
- كمبرليت

## امثلة
وهناك عدد من الأمثلة الموثقة جيدا للاقاليم الضخمة الكبيرة التي حددتها البحوث الجيولوجية.
| إقليم                              | المنطقة                                                                | العمر (Ma) | المساحة (106 كم2 | الحجم (106 كيلومتر مكعب3 | المعروف أيضا باسم أو يتضمن                                                                          | المراجع       |
| ---------------------------------- | ---------------------------------------------------------------------- | ---------- | ---------------- | ------------------------ | --------------------------------------------------------------------------------------------------- | ------------- |
| هضبة أغولهاس                       | الجنوب الغربي، الالمحيط الهندي، جنوب المحيط الأطلسى والمحيط الجنوبى    | 140-95     | 0.3              | 1.2                      | جنوب شرق أفريقيا الأقاليم النارية الكبيرة موزامبيق ريدج وشمال شرقي جورجيا روز ومود ريس وأستريد ريدج | [ 24 ]        |
| بازلت نهر الكولومبيا               | شمال غرب الولايات المتحدة                                              | 17–6       | 0.16             | 0.175                    | | [ 25 ] [ 26 ] |
| اثيوبيا - اليمن البازلت الفيضانات  | اليمن وإثيوبيا                                                         | 31–25      | 0.6              | 0.35                     | أثيوبيا                                                                                             | [ 26 ]        |
| اقليم نارى شمال غرب المحيط الأطلسي | شمال كندا، جرينلاند، جزر فارو، النرويج، أيرلندا، واسكتلندا             | 62–55      | 1.3              | 6.6                      | ارتفاع Arctic لاقليم نارى كبير ارض جيمسون وثوليان                                                   | [ 26 ]        |
| مصاطب الدكن                        | الهند وجنوب باكستان                                                    | 66         | 0.5–0.8          | 0.5–1.0                  | | [ 26 ]        |
| مدغشقر                             |                                                                        | 88         |                  |                          | | [ 27 ]        |
| مصاطب راجمهال                      |                                                                        | 116        |                  |                          | | [ 28 ] [ 29 ] |
| هضبة أونتونغ-جافا                  | المحيط الهادي                                                          | ~122       | 1.86             | 8.4                      | هضبة مانيهيكي وهيكورانجي                                                                            | [ 26 ]        |
| مصاطب بارانا وإتنديكا              | البرازيل وناميبيا                                                      | 134–129    | 1.5              | >1                       | اقليم الماجما الاستوائي الأطلسي المرتفعات البرازيلية                                                | [ 26 ]        |
| اقليم كارو-فيرار                   | جنوب أفريقيا، أنتاركتيكا، أستراليا، ونيوزيلندا                         | 183–180    | 0.15–2           | 0.3                      | | [ 26 ]        |
| الإقليم الماجما النارى الاطلسى     | شمال أمريكا الجنوبية وشمال غرب إفريقيا وإيبيريا والشمال الشرقى لأميركا | 199–197    | 11               | 2.5 (2.0 – 3.0)          | | [ 30 ] [ 31 ] |
| مصاطب سيبرين                       | روسيا                                                                  | 250        | 1.5–3.9          | 0.9–2.0                  | | [ 26 ]        |
| مصاطب اميشيان                      | جنوب شرق الصين                                                         | 253–250    | 0.25             | ~0.3                     | | [ 26 ]        |
| اقليم نارى واراكورنا               | استراليا                                                               | 1078–1073  | 1.5              |                          | راسخة بيلبرا                                                                                        | [ 32 ]        |

### اقاليم الريوليتيك الكبيرة (LRPs)
وتتكون هذه ليبس مهيمنة من المواد الفلسى والامثله تشمل:
- ويتساندى
- سييرا مادري أوكسيدنتال (المكسيك)
- مالاني
- تشون آيك (الأرجنتين)
- جاولر (أستراليا)

### اقاليم الانديسيتك الكبيرة (LAPs)
وتتألف هذه ليبس المهيمنة من المواد أنديسيتيك. الامثله تشمل:
- أقواس الجزر مثل إندونيسيا واليابان
- الهوامش القارية النشطة مثل جبال الأنديز وكاسكادس
- مناطق تصادم قارية مثل منطقة الأناضول - إيران

### اقاليم البازلتيه الكبيرة (LBPs)

#### بازلت الفيضانات القارية
- إثيوبيا - اليمن قاعدية الفيضانات القارية
- جروب البازلت نهر كولومبيا
- مصاطب ديكان (الهند)
- جروب نهر كوبيرمين (الدرع الكندى)
- اقليم الماجما الاستوائي الأطلسي (البرازيل وغانا)
- نظام الشق بمنتصف القارة ب منطقة البحيرات الكبرى وشمال أمريكا
- بارانا ومصاطب إتنديكا (البرازيل وناميبيا)
- المرتفعات البرازيلية
- ريو دي لا بلاتا كراتون (أوروغواي)
- كارو-فيرار (جنوب أفريقيا - أنتاركتيكا)
- مصاطب سيبرين (روسيا)
- مصاطب اميشيان (غرب الصين)
- اقليم الماجما الاستوائي الأطلسي (شرق الولايات المتحدة وكندا، شمال أمريكا الجنوبية، شمال غرب أفريقيا)
- الإقليم النارى شمال المحيط الاطلسى (وتشمل البازلت في غرينلاند، أيسلندا، أيرلندا، اسكتلندا، وفارو)
- الإقليم النارى الكبير بالقطب الشمالي (تشمل إلزمر جزيرة بركان، ستراند فيورد تشكيل، ألفا ريدج، فرانز جوزيف لاند، وسفالبارد)

#### بازلت الفيضانات المحيطية
- ورانجيليا تيران (الاسكا وكندا)
- إقليم الكاريبي العظيم (بحر الكاريبى)
- هضبة كيرغولن (المحيط الهندى)
- هضبة أونتونغ جافا، هضبة مانيهيكي وهضبة هيكورانجي (جنوب غرب المحيط الهادي)
- جيمسون لاند

### اقاليم البازلت-ريوليتيك الكبيرة (LBRPs)
- نهر الأفعى، ببساطة، -، أوريغون بترف، حمم، بلينز
- دونجارجاره (إثيوبيا)

### اقاليم بلوتنيك كبيرة (LPP)

#### اقاليم جرانيتك كبيرة (LGP)
- باتاغونيا
- بيرو-تشيلي باثوليث
- كواست رانج باثوليث (شمال غرب الولايات المتحدة)

### العلاقة مع التركيب

#### الهوامش المتصدعة البركانية (الحواف)
وتوجد الهوامش المتصدعة البركانية على حدود المقاطعات الضخمة الكبيرة وتشكل الهوامش البركانية عندما يرافق الانصهار ذوبان عباءة كبيرة، مع حدوث البراكين قبل أو أثناء التفكك القاري. وتتميز الهوامش المتصدعة البركانية بما يلي: قشرة انتقالية تتكون من الصخور البازلتية الصخرية بما في ذلك تدفقات الحمم البركانية، الحواجز، السدود، غابروز، تدفقات البازلت ذات الحجم الكبير، تسلسلات العاكس الغاطسة البحرية (سدرس) للتدفقات البازلتية التي تدور خلال المراحل المبكرة من التفكك، والحد من الهبوط السلبي الهامش خلال وبعد تفكك، ووجود قشرة منخفضة مع ارتفاع شاذة الزلزالية P- الموجات السرعات في الهيئات القشرية السفلى (لكبس) مما يدل على انخفاض درجة الحرارة، وسائل الإعلام كثيفة.
مثال على الحواف البركانية ما يلي:
- اليمن
- شرق أستراليا
- الهند الغربية
- هاتون روكال
- الساحل الشرقي للولايات المتحدة
- المتوسط النرويجي
- البرازيلية
- الناميبي

#### الديك
- ماكنزي ديك سرب (الدرع الكندي)

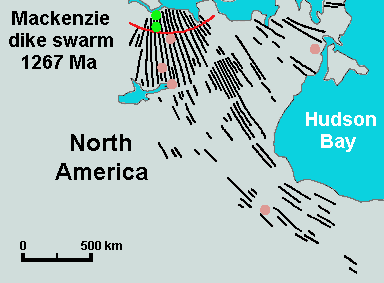
الخريطة توضح سرب من الماكنزي دايك في كندا

- سدود طويلة (نيوفوندلاند ولبرادور، كانادا)
- ميستاسيني ديك (غرب كيبيك، كندا)
- ماتاشيوان ديك (نورثرن، أونتاريو، كانادا)
- سوراتشي بلاتيو أند بيلت (هوكايدو، اليابان)
- أوراليان السد (روسيا)[33]

#### السيل
- مجمع ويلاجامي سيل (شمال غرب ألبرتا، كندا)
- (جنوب أفريقيا) بمساحة تزيد عن 66,000 كم 2 (25,000 ميل مربع)، وسماكة تصل إلى 9 كم (5.6 ميل) سميكة.